# Чжан Цзе (шорт-трекистка)
Чжан Цзе (кит. упр. 张杰, англ. Zhang Jie, род. 4 февраля 1972 года в Цитайхэ, провинция Хэйлунцзян) — китайская шорт-трекистка. Серебряная призёр чемпионата мира 1993 года. Член Коммунистической партии Китая. Тренер.

## Биография
Весной 1980 года 8-летняя Чжан Цзе приняла участие в спортивном собрании начальной школы Цитайхэ, тренер Мэн Циню увидел эту умную и храбрую маленькую девочку. Семья была очень бедна и не могла позволить себе купить коньки. Мэн Циню нашёл пару старых коньков, больших и толстых, и использовал шнурки, чтобы Чжан прошла несколько кругов по льду. В возрасте 13 лет, в 1985 году она выиграла пять золотых медалей в личном зачете и многоборье на первом национальных соревнованиях по конькобежному спорту среди юниоров.
В возрасте 16 лет выиграла национальный чемпионат по конькобежному спорту на 500 метров, побив рекорд Китая. Впервые попала в национальную сборную в 1989 году, а в следующем году на чемпионате мира в Амстердаме заняла на всех дистанциях 4-е места и в многоборье оказалась на 6-м месте. В 1991 году Чжан Цзе выиграла золотую медаль в эстафете на всемирной зимней Универсиаде в Саппоро, став первым чемпионом мирасреди студентов, вышедшим из Цитайхэ.
В марте 1993 года на чемпионате мира в Пекине выиграла серебряную медаль в эстафете вместе с Ван Сюлань, Ли Янь и Чжэн Чуньян.

## Карьера тренера
В 1995 году Чжан Цзе завершила карьеру спортсменки из-за травмы, но конькобежный спорт не оставила. Чтобы стать квалифицированным тренером, она решила учиться дома и за рубежом. Получив степень бакалавра на юридический факультете в Университете Хэйлунцзяна, Чжан продолжила изучать питание и физическую реабилитацию в Японии со своим мужем Дон Яньхаем,, где ей было вручено несколько профессиональных сертификатов. В 2014 году они вернулись в город Цитайхэ.
В октябре 2014 года основала специальную Олимпийскую команду по шорт-треку и конькобежному спорту в Цитайхэ, которую она решила тренировать на добровольной основе. Команда состоит из спортсменов, страдающих такими расстройствами, как синдром Дауна, аутизм, синдром дефицита внимания и гиперактивности, психические расстройства, умственная отсталость или нарушение слуха. На 11-й зимней Специальной Олимпиаде в 2017 году Чжан Цзе привела детей к тому, что они одним махом выиграли 4 золотые и 2 серебряные медали, добившись прорыва Цитайхэ с нулевым количеством золотых медалей в шорт-треке.
В том же году в Цитайхэ была создана Академия ледовых видов спорта, названная в её честь. Академия открыла специализацию для подготовки тренеров по шорт-треку. В марте 2018 года Чжан Цзе была награждена Национальным 38-м Красным Знаменем 2017 года Всекитайской федерацией женщин. В 2019 году она с детьми выиграла 3 золотые, 2 серебряные и 2 бронзовые медали на 15-й всемирной летней специальной Олимпиаде. В 2019 году был также создан Центр подготовки по конькобежному спорту на шорт-треке профессионального колледжа Цитайхэ, главным тренером которого был Чжан Юй.